# Helictotrichon crassifolium
Helictotrichon crassifolium är en gräsart som först beskrevs av Font Quer, och fick sitt nu gällande namn av Martin Röser. Helictotrichon crassifolium ingår i släktet Helictotrichon och familjen gräs. Inga underarter finns listade i Catalogue of Life.